# Callobius nevadensis
Callobius nevadensis es una especie de araña araneomorfa del género Callobius,  familia Amaurobiidae. Fue descrita científicamente por Simon en 1884.
Se distribuye por Estados Unidos. La especie se mantiene activa durante los meses de enero, febrero, marzo, abril, mayo, junio, agosto, septiembre y octubre.